# 1971年日本參議院選舉
第9屆日本參議院議員通常選舉於昭和46年（1971年）6月27日舉行。

## 概況
這次選舉是進入1970年代日本第一次全國選舉，各個黨派都非常重視。
對自民黨來說，佐藤榮作已經連任了3屆內閣總理大臣，執政將近7年。佐藤已經不打算尋求第4個任期，所以此次選舉是他首相生涯指揮的最後一次重要的選舉；佐藤任內的政績豐富，經濟高速成長，民意支持率一直不低，而這次選舉臨近沖繩返還，因而這次選舉或多或少是選民對佐藤執政後期表現的評價。而自民黨內各實力派人馬都在緊張地準備「後佐藤時代」自己的前景，他們都想在這次選舉中扮演重要角色以取得黨內的威信和領導地位。
而社會黨在上次的眾議院大選中慘敗，議席銳減，而且社會黨內的派系鬥爭激烈，領導層不穩固。如果這次選舉未能抑制衰退趨勢的話，那麼社會黨很可能會面臨泡沫化的命運。
公明黨在1969年的言論出版妨害事件之後，鑒于外界對其妨害言論自由的指責，決定實行政教分離，這次選舉是公明黨政教分離後的首次選舉，是對其能否扭轉不良形象的重大考驗。
民社黨成立之初發展迅速，但是幾年來實力卻不斷減弱。它寄望於中道路線可以被支持在野黨的選民接受。而共產黨的政治立場已經開始有所溫和和改變，確立了「自主獨立」路線，批評了極左主義，共產黨希望和革新中道政黨組成民主聯合政權。

## 選舉焦點
沖繩問題是選舉最大的焦點，政府在6月15日的閣僚會議上批准了《歸還沖繩協定》，隨著沖繩問題的即將解決，伴隨而來的防務問題也開始呈現。而代理自治大臣根本龍太郎一次關於政府過於照顧沖繩的發言引發了牽然大波。
日中關係是另一個焦點。佐藤政權7年來都沒有意圖和中國展開實質接觸，但是隨著中國國力的提高，中國對亞洲的影響力不斷擴大，重返聯合國也指日可待。中國問題已經變得不可回避，日中邦交正常化的呼聲越來越大。
另外，隨著經濟的高速發展，帶來的城市化、公害問題、農村耕地大幅減少、社會保障未能更大發展需求以及日美貿易摩擦等問題都是民眾關心的熱點。

## 選舉數據

### 內閣
- 第三次佐藤內閣（第63代）

### 投票日
- 1971年（昭和46年）6月27日

### 改選数
- 126
  - 地方區　-　76
  - 全國區　-　50

### 選舉制度
- 地方區
  - 小選舉區制 ‐ 改選数26
    - 2人區（單記投票）　-　26　

  - 中選舉區制 ‐ 改選数50
    - 4人區（單記投票）　-　15
    - 6人區（單記投票）　-　4
    - 8人區（單記投票）　-　2
- 全國區
  - 大選舉區制 ‐ 改選数50
- 秘密投票
- 20歳以上的男女公民

## 選舉結果

### 投票率
- 59.2％

### 議席数

參議院政黨派別勢力圖

| #             | 政黨派別   | 改選 | 非改選 | 合計 |
| ------------- | ---------- | ---- | ------ | ---- |
| 執政黨        | 自由民主黨 | 63   | 68     | 131  |
| 在野黨、 其它 | 日本社會黨 | 39   | 27     | 66   |
| 在野黨、 其它 | 公明黨     | 10   | 12     | 22   |
| 在野黨、 其它 | 民社黨     | 6    | 7      | 13   |
| 在野黨、 其它 | 日本共產黨 | 6    | 4      | 10   |
| 在野黨、 其它 | 無黨派     | 2    | 5      | 7    |
| 在野黨、 其它 | 小計       | 63   | 55     | 118  |
| 合計          | 合計       | 126  | 123    | 249  |

### 政黨、政團
自由民主黨
| 總裁     | 幹事長   | 總務會長 | 政務調査會長 | 國會對策委員長 | 参議院議員會長 |
| -------- | -------- | -------- | ------------ | -------------- | -------------- |
| 佐藤榮作 | 田中角榮 | 鈴木善幸 | 水田三喜男   | 塚原俊郎       | 郡祐一         |

日本社會黨
| 中央執行委員長 | 中央執行副委員長           | 書記長   | 政策審議會長 | 國會對策委員長 | 参議院議員會長 |
| -------------- | -------------------------- | -------- | ------------ | -------------- | -------------- |
| 成田知巳       | 江田三郎 三宅正一 山花秀雄 | 石橋政嗣 | 北山愛郎     | 柳田秀一       | 加瀨完         |

公明黨
| 中央執行委員長 | 中央執行副委員長           | 書記長   | 政策審議會長 | 國會對策委員長 | 参議院議員團長 |
| -------------- | -------------------------- | -------- | ------------ | -------------- | -------------- |
| 竹入義勝       | 淺井美幸 多田省吾 二宮文造 | 矢野絢也 | 正木良明     | 大久保直彦     | 二宮文造       |

民社黨
| 中央執行委員長 | 書記長     | 政策審議會長 | 國會對策委員長 | 参議院議員會長 | 常任顧問               |
| -------------- | ---------- | ------------ | -------------- | -------------- | ---------------------- |
| 春日一幸       | 佐佐木良作 | 竹本孫一     | 池田禎治       | 向井長年       | 片山哲 曾禰益 西尾末廣 |

日本共產黨
| 議長     | 幹部會委員長 | 幹部會副委員長                    | 書記局長 | 政策委員會責任人 | 國會對策委員長 | 参議院議員團長 |
| -------- | ------------ | --------------------------------- | -------- | ---------------- | -------------- | -------------- |
| 野坂參三 | 宮本顯治     | 市川正一 岡正芳 西澤富夫 袴田里見 | 不破哲三 | 上田耕一郎       | 村上弘         | 岩間正男       |

## 議員

### 選舉区当選
自民党   社会党   公明党   共產党   民社党   其他小黨   無黨籍 
| 北海道     | 北海道     | 北海道     | 北海道     | 青森縣     | 岩手縣   | 宮城縣     | 秋田縣   | 山形縣     |            |
| 高橋雄之助 | 川村清一   | 竹田現照   | 岩本政一   | 津島文治   | 岩動道行 | 戶田菊雄   | 澤田政治 | 伊藤五郎   |            |
| 福島縣     | 福島縣     | 茨城縣     | 茨城縣     | 栃木縣     | 栃木縣   | 群馬縣     | 群馬縣   | 埼玉縣     | 埼玉縣     |
| 村田秀三   | 棚邊四郎   | 中村喜四郎 | 竹内藤男   | 戶叶武     | 船田讓   | 茜久保重光 | 高橋邦雄 | 土屋義彦   | 森勝治     |
| 千葉縣     | 千葉縣     | 神奈川縣   | 神奈川縣   | 山梨縣     | 東京都   | 東京都     | 東京都   | 東京都     |            |
| 加瀨完     | 菅野儀作   | 河野謙三   | 片岡勝治   | 神澤淨     | 原文兵衛 | 黑柳明     | 木島則夫 | 野坂参三   |            |
| 新潟縣     | 新潟縣     | 富山縣     | 石川縣     | 福井縣     | 長野縣   | 長野縣     | 岐阜縣   | 静岡縣     | 静岡縣     |
| 佐藤隆     | 杉山善太郎 | 橘直治     | 嶋崎均     | 辻一彦     | 羽生三七 | 木内四郎   | 中村波男 | 川野邊静   | 松永忠二   |
| 愛知縣     | 愛知縣     | 愛知縣     | 三重縣     | 滋賀縣     | 京都府   | 京都府     | 大阪府   | 大阪府     | 大阪府     |
| 八木一郎   | 橋本繁藏   | 須原昭二   | 久保田藤麿 | 河本嘉久藏 | 植木光教 | 大橋和孝   | 赤間文三 | 田代富士男 | 佐佐木静子 |
| 兵庫縣     | 兵庫縣     | 兵庫縣     | 奈良縣     | 和歌山縣   | 鳥取縣   | 島根縣     | 岡山縣   | 岡山縣     |            |
| 金井元彦   | 小谷守     | 中澤伊登子 | 大森久司   | 世耕政隆   | 宮崎正雄 | 中村英男   | 秋山長造 | 木村睦男   |            |
| 廣島縣     | 廣島縣     | 山口縣     | 德島縣     | 香川縣     | 愛媛縣   | 高知縣     | 福岡縣   | 福岡縣     | 福岡縣     |
| 藤田正明   | 藤田進     | 吉武惠市   | 小笠公韶   | 前川旦     | 增原惠吉 | 濱田幸雄   | 小野明   | 劒木亨弘   | 柳田桃太郎 |
| 佐賀縣     | 長崎縣     | 熊本縣     | 熊本縣     | 大分縣     | 宮崎縣   | 鹿兒島縣   | 鹿兒島縣 | 沖繩縣     |            |
| 鍋島直紹   | 中村禎二   | 寺本廣作   | 森中守義   | 工藤良平   | 温水三郎 | 柴立芳文   | 鶴園哲夫 | 稲嶺一郎   |            |

### 全国区当選
自民党   社会党   公明党   共產党   民社党   無黨籍 
| 1位-10位  | 田英夫     | 志村愛子 | 鈴木美枝子 | 町村金五     | 栗林卓司   | 柏原安   | 山本茂一郎 | 山田徹一   | 梶木又三   | 矢追秀彦   |
| 11位-20位 | 玉置和郎   | 西村尚治 | 原田立     | 須藤五郎     | 春日正一   | 岡本悟   | 小平芳平   | 村上孝太郎 | 多田省吾   | 内藤誉三郎 |
| 21位-30位 | 中尾辰義   | 加藤進   | 古賀雷四郎 | 野上元       | 細川護熙   | 平泉涉   | 田中寿美子 | 宮崎正義   | 塚田大願   | 中村利次   |
| 31位-40位 | 野野山一三 | 星野力   | 德永正利   | 桧垣德太郎   | 片山正英   | 鹿島俊雄 | 石本茂     | 伊部真     | 山本伊三郎 | 山崎昇     |
| 41位-50位 | 山内一郎   | 楠正俊   | 藤井恒男   | 柴田利右衛門 | 一龍齋貞鳳 | 水口宏三 | 鈴木力     | 宮之原貞光 | 青木一男   | 立川談志   |

- 遞補 - 因山本伊三郎（1971年7月8日）・村上孝太郎（1971年9月8日）去世。

| 黑住忠行 | 野末陳平 |

### 補選
- 茨城選舉区 中村喜四郎（1971.12.21去世）→中村登美（1972.2.6補選）
- 青森選舉区 津島文治（1973.5.6去世）→寺下岩藏（1973.6.17補選）
- 大阪選舉区 赤間文三（1973.5.2去世）→沓脱竹子（1973.6.17補選）
- 京都選舉区 大橋和孝（參選京都府知事）→小川半次（1974.4.21補選）
- 高知選舉区 濱田幸雄（1974.3.23去世）→林迶（1974.5.12補選）
- 栃木選舉区 船田讓（參選栃木縣知事）→矢野登（1974.12.8補選）
- 茨城選舉区 竹内藤男（參選茨城縣知事）→郡祐一（1975.4.27補選）
- 愛知選舉区 須原昭二（1975.3.4去世）→福井勇（1975.4.27補選）
- 鹿兒島選舉区 柴立芳文（1975.8.5去世）→佐多宗二（1975.9.21補選）
- 奈良選舉区 大森久司（1976.8.13去世）→堀内俊夫（1976.9.26補選）
- 新潟選舉区 佐藤隆（參選眾議院議員）→塚田十一郎（1976.12.12補選）
- 宮崎選舉区 温水三郎（1976.10.22去世）→坂元親男（1976.12.12補選）

## 后續
這次選舉的投票率是戰後迄此第二低的，顯示了民眾對政黨候選人的普遍缺乏熱情。
自民黨在選舉中失敗，僅得63席（改選64席），在參議院內只能勉強保持多數，離穩定多數有相當距離。選前的民意調查顯示，佐藤內閣的支持率已經明顯下滑，不支持率顯著上升。民眾普遍認為佐藤是時候要讓賢了，自民黨的長期執政使部分選民感到厭倦；而且物價的上揚，失業率的上揚使生活質量不能提高。
選舉過後，田中角榮為選舉失利引咎辭職，由保利茂接替其幹事長職務；中曾根康弘出任總務會長，小阪善太郎出任政調會長；佐藤榮作也最後一次改組了內閣，將福田赳夫由大藏大臣轉為外務大臣，田中角榮出任通商產業大臣，竹下登出任內閣官房長官。內閣的改組主要是為了調整日美關係，還有排擠三木派對考量。
社會黨終於扭轉了態勢，得39席（改選34席）。支持度的升高為社會黨在後來的民意高漲甚至有人提出「保革逆轉」打下基礎。
而公明黨、民社黨、共產黨的議席都有了較為明顯的增加。

## 外部連結
- 第9回參議院議員選舉
- 第9回參議院議員補選（茨城選舉區）
- 第9回參議院議員補選（三重選舉區）
- 第9回參議院議員補選（兵庫選舉區）
- 第9回參議院議員補選（静岡選舉區）
- 第9回參議院議員補選（新潟選舉區）
- 第9回參議院議員補選（青森選舉區、大阪選舉區）
- 第9回參議院議員補選（香川選舉區）
- 第9回參議院議員補選（京都選舉區）
- 第9回參議院議員補選（高知選舉區）